# استوردال
استوردال (به لاتین: Stordal) یک شهرستان در نروژ است که در مور او رومسدال واقع شده‌است.

## خصوصیات
استوردال ۲۴۷٫۰۶ کیلومترمربع مساحت و ۱٬۰۵۲ نفر جمعیت دارد.